# Cristian Boureanu
Cristian Boureanu (n. 15 decembrie 1972, Lusaka, Zambia) este un  fost politician român. Cristian Boureanu a fost membru al Parlamentului în legislaturile 2004 - 2008 și 2008 - 2012 .  În legislatura 2004-2008, Cristian Boureanu a fost ales pe listele PNL iar din septembrie 2006 a devenit deputat independent. Cristian Boureanu a devenit membru al PDL din februarie 2008 și  a fost membru de marcă al Partidului Democrat Liberal, având funcția de vice-președinte. În ambele sale cadenții de deputat, Cristian Boureanu a fost membru în grupurilor parlamentare de prietenie cu Regatul Unit al Marii Britanii și Irlandei de Nord, Republica Africa de Sud și Republica Estonia.   
În decembrie 2012 s-a retras din politică, demisionând din toate funcțiile deținute în cadrul Partidului Democrat Liberal.

## Educație
2004	Absolvent - Școala Națională de Studii Politice și Administrative ( S.N.S.P.A) - Master "Guvernare și dezvoltare instituțională"
2003	Absolvent "Colegiul Național de Apărare"
1998-1999	CODECS Romania (Open University Business - Great Britain) - Professional Certificate in Management - primul nivel MBA
1991-1996	Academia de Studii Economice - București - România - Facultatea de Relații Economice Internaționale
1987-1991	Liceul "Matematică-fizică"- București, România

## Parcurs politic
În anul 1995 s-a înscris în Partidul Național Liberal, la organizația de tineret. Spune că a ales PNL pentru că dorea să facă politică de dreapta și îi plăcea deviza "Prin noi înșine". În anul 2000, a devenit președinte al Tineretului Național Liberal. Din 2001 până în 2005 a fost membru în cel mai important for de conducere al PNL, Biroul Executiv, devenit ulterior Biroul Permanent Central.
În toamna anului 2006 a fost exclus din PNL, după o perioadă în care criticase colaborarea acestui partid cu PSD. Constituirea Partidului Democrat-Liberal, pe 15 decembrie 2007, și ulterior fuziunea cu Partidul Democrat au constituit momente extrem de importante ale carierei sale politice. În prezent, este deputat în Parlamentul României, aflat la al doilea mandat, vice-președinte al Comisiei pentru industrii și servicii din Camera Deputaților și vice-președinte al Partidului Democrat Liberal.
A fost deputat de Argeș, ales uninominal la alegerile parlamentare.
În decembrie 2012 s-a retras din politică, demisionând din toate funcțiile deținute în cadrul Partidului Democrat Liberal.

## Familie
Fosta soție, Irina Boureanu, a avut o relație extraconjugală de durată cu nașul de cununie al familiei Boureanu, fostul ministru Sebastian Vlădescu. În urma căsătoriei au o fiică.
A fost ulterior căsătorit cu modelul Valentina Pelinel până în 2014.
În cadrul lucrărilor comisiei de anchetă în afacerea “2 mai” din data de 30 iunie 2009 a intrat în atenția presei datorită remarcilor nepoliticoase adresate Alinei Gorghiu, un membru al acestei comisii.

## Controverse
În mai 2008 a fost acuzat de Direcția Națională Anticorupție, în dosarul „Loteria Națională”, de abuz în serviciu în legătură cu un act adițional la un contract pe care l-a semnat în 2000, alături de alți membri ai AGA a Loteriei Române.
Boureanu ar fi semnat, în septembrie 2000, o serie de acte adiționale prin care s-au renegociat contractele cu firmele grecești Intracom SA Hellenic Telecommunication Electronics Industry și Intralot Intregrated Lottery Sistems and Services. Obiectul acestor contracte era informatizarea tuturor agențiilor loto din țară, dar și implementarea sistemului prin care sunt extrase bilele la 6/49. Acestea au fost încheiate fără licitație și au păgubit Loteria de 126 milioane de euro.
Există în presa română articole care îi atribuie politicianului Cristian Boureanu afaceri dubioase sau scandaloase.
În timpul campaniei electorale pentru alegerile parlamentare din 9 decembrie 2012, la care candida pentru un loc de parlamentar, i s-a întocmit dosar penal pentru că ar fi oferit drept mită electorală un meci de fotbal desfășurat în localitatea Huși din județul Vaslui.
Acuzațiile de mai sus nu s-au concretizat în dosare pe rolul instanțelor de judecată. 
Revista Capital l-a numit "cel mai tânăr milionar din politică".
La data de 10 iunie 2017 a fost arestat preventiv 30 de zile sub acuzația de ultraj. Cristian Boureanu ar fi atacat un ofițer de poliție care i-a cerut să se identifice, în cadrul unui control rutier de rutină. 
Pe 9 mai 2019 Curtea de Apel București l-a condamnat definitiv pe Cristian Boureanu la un an și nouă luni de închisoare cu suspendare în acest dosar.
Pe 15 noiembrie 2019 procurorii DNA l-au trimis în judecată pe Cristian Boureanu pentru săvârșirea infracțiunii de trafic de influență. Pe 26 mai 2023 Înalta Curte de Casație și Justiție a încetat definitiv procesul împotriva lui Cristian Boureanu ca urmare a intevenirii prescripției răspunderii penale.